# Парламентские выборы в Тринидаде и Тобаго (1976)
Парламентские выборы в Тринидаде и Тобаго прошли 13 сентября 1976 года. В результате Народное национальное движение вновь получило большинство в 24 из 36 мест парламента. Явка составила 55,8 %.

## Результаты
| Партия                                      | Голосов | %    | Мест | +/-   |
| ------------------------------------------- | ------- | ---- | ---- | ----- |
| Народное национальное движение              | 169 194 | 54,2 | 24   | -12   |
| Объединённый рабочий фронт                  | 84 780  | 27,2 | 10   | новая |
| Конгресс демократического действия          | 25 586  | 8,2  | 2    | новая |
| Движение дома Тапиа                         | 12 021  | 3,9  | 0    | новая |
| Демократическая лейбористская партия        | 9,404   | 3.0  | 0    | 0     |
| Социал-демократическая лейбористская партия | 5 928   | 1,9  | 0    | новая |
| Вест-Индская национальная партия            | 1 242   | 0,4  | 0    | новая |
| Объединённая партия свободы                 | 1 047   | 0,3  | 0    | новая |
| Партия освобождающего действия              | 872     | 0,3  | 0    | новая |
| Национальная партия Тринидада и Тобаго      | 115     | 0,0  | 0    | новая |
| Национальная партия молодёжи                | 104     | 0,0  | 0    | новая |
| Независимые                                 | 1 692   | 0,5  | 0    | 0     |
| Недействительных/пустых бюллетеней          | 3 824   | -    | -    | -     |
| Всего                                       | 315 809 | 100  | 36   | 0     |
| Источник: Nohlen                            |         |      |      |       |